# 高峰体验
高峰經驗指的是一种高度愉悦的精神状态，其往往通过自我实现的个体完成。 它的概念最初由亚伯拉罕·马斯洛提出，他说高峰經驗是“罕见的，激烈的、广阔的、深刻的，令人振奋的，有益的体验，会让体验者产生一种超越现实的感知，甚至会发生神奇的影响。”:21 高峰經驗的活动可能简单也可能激烈； 但是，无论什么活动，都会在期间感受到幸福和欣喜若狂。